# SatanDisk
SatanDisk es un adaptador de tarjetas SD y MMC para computadoras Atari de 16 bits, del Atari ST al Atari Falcon. Fue inventado en 2007. El objetivo es reemplazar los discos duros mecánicos disponibles de Atari (Atari SH204, Atari SH205 y Megafile) y productos compatibles con conector ACSI.
La interfaz permite la conexión de una tarjeta SD o MMC al puerto ACSI (un SCSI manipulado) de las computadoras Atari ST/STe/Falcon, y se ha probado con STFM (TOS 1.02), STE (TOS 2.06), Mega ST1 (TOS 1.02), Mega STE (TOS 2.05) por lo que es compatible con versiones de Atari TOS 1.02 a 2.06. La capacidad máxima de tarjeta soportada es de 4 GB. El dispositivo aparece en el sistema como cualquier disco duro conectado ACSI normal, pero hasta ahora solo se ha utilizado con éxito con el paquete de controladores HDDriver patentado y comercial.
Es un proyecto de código abierto: esquemas gratuitos, firmware, fuentes, para que cualquiera pueda construirlo por su cuenta. Por ello es frecuente ver que grupos de usuarios se coordinan para hacer un pedido mínimo de placas (la parte más cara) optando unos por soldar los componentes, otros por que se lo entreguen soldado y probado. Las unidades que se encuentran en venta en eBay en 2022 muestran una versión 4.3
Se basa en un microcontrolador de 8 bis Atmel ATmega16-16AU, un CPLD XILINX XC9536XL (con un firmware personalizado) que hace de puente entre el microcontrolador y ACSI para lograr la confiabilidad de la transferencia de datos y un buffer 74LV125
En 2009, el desarrollador Jookie (Miroslav NOHAJ) presentó un sucesor, UltraSatan que admite dos tarjetas SD/MMC en paralelo. El adaptador presenta la capacidad de conexión en caliente de las tarjetas e incluye un chip RTC respaldado por batería. Además del comercial HDDriver, es compatible con el ICD PRO gratuito.